# Акихиро Нагашима
Акихиро Нагашима (јап. 永島 昭浩; 9. април 1964) бивши је јапански фудбалер.

## Каријера
Током каријере је играо за Гамба Осака, Шимицу С-Пулс и Висел Кобе.

## Репрезентација
За репрезентацију Јапана дебитовао је 1990. године. За тај тим је одиграо 4 утакмице.

## Статистика
| Јапан  | Јапан   | Јапан  |
| Година | Наступи | Голови |
| ------ | ------- | ------ |
| 1990.  | 3       | 0      |
| 1991.  | 1       | 0      |
| Укупно | 4       | 0      |